# Nikola Dačević
Nikola Dačević (en serbe : Николa Дaчевић) est un joueur serbe de basket-ball, né le 5 septembre 1979 à Belgrade.

## Biographie
En 1996, Nikola Dačević remporte la médaille de bronze du championnat d'Europe junior avec la sélection de Yougoslavie. Son talent s'exporte par la suite au Limoges CSP durant trois saisons (1997-2000). Au cours de la saison 1999-2000, en manque de temps de jeu à Limoges, il décide de partir à Bondy qui joue alors en Pro B. Il n'est finalement pas conservé et termine sa saison au BC Lugano (Ligue 1 Suisse). Malgré quelques retours en France et une expérience en Allemagne durant sa carrière, il passe la plupart du temps en Suisse notamment au BC Lugano et au SAV Vacallo Basket. Deux fois champion de Suisse avec Lugano (2000 et 2006), il est également à nouveau vainqueur de la compétition avec l'équipe de Vacallo en 2009 avec lequel il avait déjà remporté la Coupe de Suisse en 2008.

## Sélections
- 1996: Participe au Championnat d’Europe junior avec l'équipe junior de Yougoslavie.

## Palmarès
- 1996: Médaille de bronze au Championnat d’Europe junior avec la Yougoslavie.
- 1997-1998: Vice-champion de France de Pro A avec le Limoges CSP.
- 1999-2000: Champion de Suisse avec Lugano.
- 2005-2006: Finaliste de la Coupe de Suisse avec Lugano.
- 2005-2006: Champion de Suisse avec Lugano.
- 2007-2008: Vainqueur de la Coupe de Suisse avec Vacallo.
- 2008-2009: Demi-finaliste de la Coupe de Suisse avec Vacallo.
- 2008-2009: Champion de Suisse avec Vacallo.